# مورغان كنيسكي
مورغان كنيسكي (بالفرنسية: Morgan Kneisky )‏ (و. 1987  م) هو راكب دراجة هوائية، ودراج على المضمار فرنسي، ولد في بيزنسون.

## سباقات أو مراحل فاز بها
| التاريخ       | السباق                                                | المركز                  |
| ------------- | ----------------------------------------------------- | ----------------------- |
| 24 يوليو 2011 | 2011 Grand Prix de la ville de Pérenchies             | المركز الثالث           |
| 31 يوليو 2011 | بولينورماند 2011                                      | العاشر في التصنيف العام |
| 30 مارس 2012  | روت أديلي 2012                                        | التاسع في التصنيف العام |
| 22 يوليو 2012 | 2012 Grand Prix de la ville de Pérenchies             | المركز الثاني           |
| 01 يناير 2017 | بطولة العالم للدراجات على المضمار 2017 – سباق ماديسون |                         |

## روابط خارجية
- مورغان كنيسكي على موقع الاتحاد الدولي للدراجات (الإنجليزية)
- مورغان كنيسكي على موقع أرشيف الدراجات (الإنجليزية)
- مورغان كنيسكي على موقع إحصائيات الدراجات الإحترافية (الإنجليزية)
- مورغان كنيسكي على موقع نسبة الدراجات (الإنجليزية)
- مورغان كنيسكي على موقع CycleBase (الإنجليزية)